# Plympton (Massachusetts)
Plympton est une ville du comté de Middlesex, dans l’État du Massachusetts, aux États-Unis.
Elle a été incorporée en 1707.
Sa population était de 2 930 habitants en 2020.